# Лонжвель
Лонжве́ль (фр. Longevelle) — коммуна во Франции, находится в регионе Франш-Конте. Департамент — Верхняя Сона. Входит в состав кантона Виллерсексель. Округ коммуны — Люр.
Код INSEE коммуны — 70307.

## География
Коммуна расположена приблизительно в 340 км к юго-востоку от Парижа, в 55 км северо-восточнее Безансона, в 23 км к востоку от Везуля.
На западе коммуны протекает река Оньон.

## Население
Население коммуны на 2010 год составляло 114 человек.
| 1962 | 1968 | 1975 | 1982 | 1990 | 1999 | 2010 |
| ---- | ---- | ---- | ---- | ---- | ---- | ---- |
| 115  | 108  | 102  | 96   | 115  | 104  | 114  |

## Экономика
В 2010 году среди 69 человек трудоспособного возраста (15—64 лет) 48 были экономически активными, 21 — неактивными (показатель активности — 69,6 %, в 1999 году было 71,6 %). Из 48 активных жителей работали 46 человек (25 мужчин и 21 женщина), безработных было 2 (1 мужчина и 1 женщина). Среди 21 неактивных 5 человек были учениками или студентами, 8 — пенсионерами, 8 были неактивными по другим причинам.